# Gachalá
Gachalá – miasto w Kolumbii, w departamencie Cundinamarca.